# Gooloogong
Gooloogong (852 habitants) est un village de Nouvelle-Galles du Sud, en Australie à 270 km à l'ouest de Sydney à mi-distance entre Cowra et Forbes.